# Max Quarck

Max Quarck

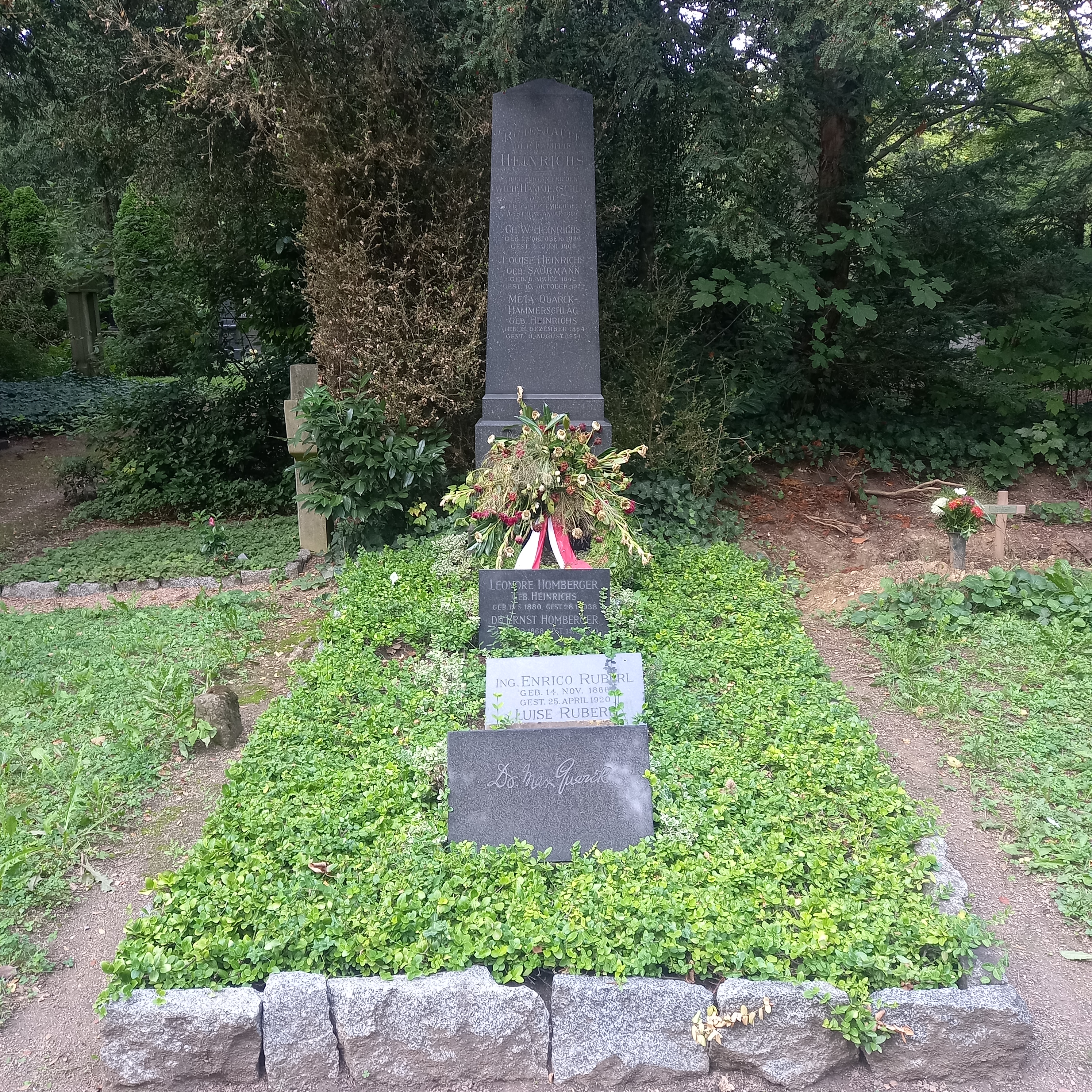
Das Grab von Max Quarck und seiner Ehefrau Meta Quarck-Hammerschlag auf dem Hauptfriedhof (Frankfurt am Main)

Max Ernst Quarck (* 9. April 1860 in Rudolstadt, Thüringen; † 21. Januar 1930 in Frankfurt am Main) war ein deutscher Politiker der SPD.

## Familie
Max Quarck war das erste Kind von Henriette Köhler (1835–1913) und Ferdinand Quarck (1830–1880). Ferdinand Quarck entstammte einer Familie von Kupferschmieden. Mit Hilfe eines Stipendiums konnte er in den 1850er Jahren in Leipzig Rechtswissenschaften studieren und war zuletzt Landgerichtsrat. Das Ehepaar Quarck hatte insgesamt acht Kinder, darunter den späteren Landschaftsmaler Karl Quarck.
Ferdinand Quarck bemühte sich früh darum das gleiche Stipendium für seinen Sohn Max zu bekommen, das auch ihm das Studium ermöglicht hatte. 1880 starb der Vater überraschend und Max Quarck war als ältester Sohn für seine minderjährigen Geschwister mitverantwortlich. Trotz Stipendiums musste Quarck als Student in Leipzig zusätzlich Geld verdienen, um zum Einkommen der Familie in Rudolstadt beizutragen.
In erster Ehe heiratete Quarck 1886 Agathe Jahn. Das Paar hatte vier gemeinsame Kinder. Sohn Martin fiel als Soldat im Ersten Weltkrieg 1916 bei Verdun. Sein Name ist auf einer Tafel des Ehrenmales Gefallener des Frankfurter Stadtteils Seckbach verzeichnet. Nach dem Tod Martins trennten sich Agathe und Max Quarck 1916. Im selben Jahr heiratete er Meta Quarck-Hammerschlag, später das erste weibliche Magistratsmitglied in Frankfurt am Main. Sie brachte eine Tochter in die Ehe ein, Luise Ernestine (1886–1974).
Das Ehepaar Quarck bezog ein herrschaftliches Bürgerhaus im Röderbergweg im Frankfurter Ostend, das einst dem Höchster Chemiefabrikanten Wilhelm Chrysostomus Heinrichs, Meta Quarck-Hammerschlags Vater, gehört hatte. Das ehemalige Kutscherhaus des Anwesens, ein historisierendes Fachwerkhäuschen, nutzten beide als Bibliothek und Arbeitsraum. Es diente auch der Arbeiterwohlfahrt Hessen-Nassau als erste Geschäftsstelle. Heute beherbergt es die AWO-Geschichtswerkstatt.

## Werdegang
Nach dem Abitur auf dem Gymnasium in Rudolstadt studierte Quarck ab 1880 an der Universität Leipzig Rechtswissenschaften und Volkswirtschaftslehre. Während seines Studiums trat er dem Philosophischen Verein bei, wo ihn die Schriften von Karl Rodbertus beeinflussten. 1883 wurde er zum Doktor der Rechte promoviert. Anschließend war er bis 1886 Referendar. Wegen angeblicher Beteiligung an einem Umsturzversuch wurde er 1886 aus dem sächsischen Staatsdienst entlassen und konnte so sein zweites Staatsexamen nicht absolvieren. Daher trat er noch im selben Jahr als Redakteur in die Deutsche Zeitung in Wien ein, wechselte aber bereits 1887 zur Frankfurter Zeitung, wo er unter den Einfluss Leopold Sonnemanns geriet. 1892 beteiligte er sich an der Gründung der Blätter für soziale Praxis. Ab 1895 war er Redakteur der Volksstimme in Frankfurt am Main. Diesen Posten kündigte er im Oktober 1917, da er in der Frankfurter SPD die Unterstützung der Burgfriedenspolitik zum Krieg verloren hatte. Er wohnte in der Friedrichstraße 1 (heutiger Straßenname: Im Heimgarten) der neu entstandenen Heimgarten-Siedlung im Frankfurter Vorort Seckbach.
Ab Dezember 1918 war Quarck Beigeordneter im Reichsamt des Innern. Er nahm ab 1921 Lehraufträge an der Akademie der Arbeit und später, ab 1925, an der Universität Frankfurt wahr.

## Partei
Ursprünglich Mitglied des Demokratischen Vereins in Frankfurt, trat Quarck, der sich von sozial-konservativen Ursprüngen über den Linksliberalismus zum Sozialdemokraten gewandelt hatte, 1894 der SPD bei. In der Diskussion über das Agrarprogramm der SPD sprach er sich für eine staatliche Unterstützung von Kleinbetrieben aus, was ihm die Kritik des linken Parteiflügels einbrachte: er leugne die geschichtliche Notwendigkeit der Tendenz zum Großbetrieb und gefährde damit die Möglichkeit der Vergesellschaftung auf dem Land. Er gehörte der Programmkommission für das Görlitzer Programm von 1921 an.

## Abgeordneter
Quarck war von 1900 bis 1912 Stadtverordneter in Frankfurt am Main. Von 1912 bis 1918 gehörte er für den Wahlkreis Frankfurt am Main dem Reichstag des Kaiserreiches an. 1919/20 war er Mitglied der Weimarer Nationalversammlung.

## Veröffentlichungen
- Zwei verschollene staatswirtschaftliche Abhandlungen von Rodbertus. Verlag der „Deutschen Worte“, Wien 1885
- Die Arbeiterschutzgesetzgebung im Deutschen Reiche. Eine sozialpolitische Studie für die weitesten Kreise. J. H. W. Dietz, Stuttgart 1886.
- Die Arbeiterverbrüderung 1848/49.Erinnerungen an die Klassenkämpfe der ersten deutschen Revolution. Hrsg. und eingeleitet. Gerhold, Frankfurt 1900
- Soziale Kämpfe in Frankfurt am Main. Vom Mittelalter bis an die Schwelle der großen Revolution. Buchhandlung Volksstimme, Frankfurt am Main 1911
- Von der Friedensresolution bis zur Revolution. Ein Jahr Revolutionsarbeit im Reichstag. Union, Frankfurt a. M. 1918
- Die neue Reichsverfassung. Ihre Entstehung und ihr Aufbau. Gemeinverständlich dargestellt. Singer, Berlin 1919
- Gustav Quarck / Anton Quarck (Hrsg.): Die Rudolstädter Familie Quarck. Kulturgeschichtlich dargestellt von Max Quarck. Verlag Gustav Quarck, Rudolstadt 1922
- Gegen Prostitution und Geschlechtskrankheiten. Engelmann, Berlin 1921
- Sozialpolitik. Erläuterungen zum Görlitzer Programm. J. H. W. Dietz Nachf., Stuttgart 1922
- Die erste deutsche Arbeiterbewegung. Geschichte der Arbeiterverbrüderung 1848/49. Ein Beitrag zur Theorie und Praxis des Marxismus. Hirschfeld, Leipzig 1924
- Die erste Frankfurter Arbeiterzeitung. In: Archiv für die Geschichte des Sozialismus und der Arbeiterbewegung. Hrsg. Carl Grünberg. Leipzig, 1925, S… 122–141. Friedrich Ebert Stiftung
- Andreas V. Knack / Max Quarck: Das Reichsgesetz zur Bekämpfung der Geschlechtskrankheiten und seine praktische Durchführung. Verlag des Hauptausschusses für Arbeiterwohlfahrt Berlin, Berlin 1928
- Geschichte des Deutschen Verkehrsbundes. Hrsg. vom Vorstand des Deutschen Verkehrsbundes. Courier, Berlin 1929
- Die erste Frankfurter Arbeiterzeitung. In: Archiv für die Geschichte des Sozialismus und der Arbeiterbewegung. Hrsg. Carl Grünberg. Leipzig, 1925, S 122–141. Friedrich Ebert Stiftung

## Ehrungen
- Nach ihm ist die Max-Quarck-Straße, die frühere Meraner Straße, in Frankfurt-Sachsenhausen benannt.
- Im Jahr 2009, anlässlich des 90-jährigen Bestehens der Arbeiterwohlfahrt Frankfurt, benannte der Verband das historische Kutscherhaus der Villa, die das Ehepaar Quarck im Röderbergweg im Frankfurter Stadtteil Ostend zuletzt bewohnt hatten, in das Meta-und-Max-Quarck-Haus um. Das Gebäude beherbergt das historische Archiv und die Geschichtswerkstatt der Arbeiterwohlfahrt.[9]